# Jean-Pierre Tizon
Jean-Pierre Tizon, né le 26 octobre 1920 à Ducey et mort le 8 novembre 2012 à Ducey, est un homme politique français.

## Biographie
Fils du maire et conseiller général de Ducey, René Tizon, Jean-Pierre Tizon succède à son père au conseil général de la Manche en 1951.
Il devient sénateur de la Manche lorsque Léon Jozeau-Marigné est nommé au Conseil constitutionnel, en 1983, lequel il remplace également au conseil régional de Basse-Normandie jusqu'aux élections de 1986. 1983 est également l'année de son élection à la tête de sa commune natale.
Il démissionne du Sénat en 1996. Il décède à Ducey le 8 novembre 2012. 

## Détail des fonctions et des mandats
Mandats locaux
- 1980 - 1989 : Conseiller général du canton de Ducey
- 1983 - 1996 : Conseiller régional de Basse-Normandie

Mandats parlementaires
- 4 mars 1983 - 25 septembre 1983 : Sénateur de la Manche
- 25 septembre 1983 - 2 octobre 1992 : Sénateur de la Manche
- 2 octobre 1992 - 15 mai 1996 : Sénateur de la Manche